# Соломин, Дмитрий Владимирович
Дмитрий Владимирович Соломин (род. 10 декабря 1975 года, Волгоград, РСФСР, СССР) — профессиональный российский кикбоксер, и тренер по кикбоксингу. Заслуженный мастер спорта России по кикбоксингу  и Заслуженный тренер России . Четырёхкратный чемпион России, трехкратный чемпион мира среди любителей, чемпион мира среди профессионалов .

## Спортивная карьера

### Бокс
В секцию бокса пришел в школьные годы. Тренер по боксу обходил классы местной школы и приглашал всех желающих в свою секцию. Среди 50 детей на первую тренировку пришёл и Дмитрий Соломин. После завоевания мастера спорта сменил тренера и перешёл к Виктору Петровичу Тулиеву, который в то время начал развивать в Волгограде кикбоксинг и тайский бокс.

### Тайский бокс
- Изначально Виктором Тулиевым в Волгограде одновременно развивались тайский бокс и кикбоксинг. Его воспитанники, в том числе и Дмитрий Соломин, выступали в обоих видах спорта. Дмитрий Соломин выступал в тайском боксе с 1994 года(приняв участие в первом Чемпионате мира) по 1997 год. Серебряный призёр Чемпионата мира (в финале, по очкам уступил хозяину турнира-тайцу). С 1997 года, после получения звания мастер спорта международного класса по тайскому боксу, сосредоточился на кикбоксинге.
  - 1994 год участник первого Чемпионата мира по тайскому боксу, «Кубок Короля» в Таиланде.
  - 1997 год участник Чемпионата мира по тайскому боксу, «Кубок Короля» в Таиланде

### Кикбоксинг
- С 1994 Постоянный участник Чемпионатов мира. В течение трех лет по разным причинам не мог завоевать титул чемпионства, занимая призовые места.
- Стал Чемпионом мира в 1997 году.
- В 1998 году смог отстоять это звание. Впоследствии выиграл звание Чемпиона мира среди профессионалов. Выиграв все возможные звания в кикбоксинге и завершил карьеру спортсмена и сосредоточился на тренерской деятельности.

## Тренерская карьера

### Тренер сборных команд
- Тренер сборной команды Волгоградской области, с 2005 года по настоящее время.
- Старший тренер сборной России по кикбоксингу в разделе К-1, с 2009 по 2016 год.
  - 2011 Чемпионат мира, Македония, г. Скопье.
    - Борщев, Вячеслав Георгиевич, чемпион мира, весовая категория до 67 кг, раздел К-1, также признан лучшим бойцом чемпионата. Представитель Волгоградской области. Сейчас выступает в UFC и тренируется в Волгограде. Личный тренер Дмитрий Соломин.
    - Руслан Магомедов, чемпион мира, весовая категория до 91 кг, раздел К-1. Представитель Волгоградской области, тренируется в Москве. Личный тренер Максим Воронов.

### Личный тренер
- Борщев, Вячеслав Георгиевич — мастер спорта России международного класса; многократный победитель российских и международных соревнований по К-1.
- Жигайлов, Артем Андреевич — мастер спорта России международного класса; чемпион России 2014, 2015, 2016 годов, победитель первенства мира 2012 года, чемпион Европы 2014 года, чемпион мира 2015 года, бронзовый призёр чемпионата Европы 2016 года.
- Басиров, Талыпкали Аккалыевич — мастер спорта России, тренер высшей категории; бронзовый призёр чемпионата России 2010 года, серебряный призёр чемпионата России 2012 года, член сборной России по кикбоксингу в 2012—2013 годах в разделе фулл-контакт с лоу-киком в весовой категории до 63,5 кг. .
- Авдеев, Иван Михайлович — мастер спорта России; чемпион России 2017 года в разделе фулл-контакт с лоу-киком в весовой категории до 63,5 кг.
- Карпенко, Данил Дмитриевич – мастер спорта России международного класса, чемпион России 2019, 2020 годов, финалист чемпионата мира 2019 года г.Сараево (БиГ).